# La Cage (Star Trek)
Pour les articles homonymes, voir Cage (homonymie).
Pour un article plus général, voir Star Trek (série télévisée).
La Cage (The Cage) est l'épisode pilote de la série télévisée Star Trek. Il fut refusé par la chaîne NBC, qui le jugea « trop cérébral », mais commanda cependant un second pilote, Où l'homme dépasse l'homme (Where No Man Has Gone Before). De la distribution originale, seuls furent conservés Leonard Nimoy (M. Spock) et Majel Barrett (dans un autre rôle, moins récurrent.)
Dans cet épisode, le vaisseau est commandé par le capitaine Christopher Pike. Le second du capitaine (Numéro Un) est interprété par Majel Barrett et M. Spock (Leonard Nimoy) est le conseiller scientifique.
L'épisode présente le capitaine de l'Enterprise emprisonné sur Talos IV par des extraterrestres capables de communiquer par télépathie. Ceux-ci lui envoient des illusions afin de le tenter de rester.

## Distribution
- Jeffrey Hunter : capitaine Christopher Pike
- Susan Oliver : Vina
- Leonard Nimoy (VF : Georges Caudron): Monsieur Spock
- Majel Barrett (VF : Marie-Madeleine Burguet-Le Doze) : Numéro Un
- John Hoyt : Dr Phillip Boyce
- Peter Duryea : lieutenant José Tyler
- Laurel Goodwin : J. M. Colt
- Clegg Hoyt : chef de Transport Pitcairn
- Meg Wyllie : le gardien
- Malachi Throne : Voix du Gardien
- Michael Dugan : Le Kaylar
- Georgia Schmidt : Premier Talosien
- Robert C. Johnson : Voix du premier Talosien
- Serena Sande : Second Talosien
- Jon Lormer : Dr Theodore Haskins
- Adam Roarke : C.P.O. Garrison
- Leonard Mudie : deuxième survivant
- Anthony Jochim : troisième survivant
- Ed Madden : géologue de l'Enterprise
- Robert Phillips : officier d'Orion
- Joseph Mell : marchand terrien
- Janos Prohaska : le singe / L'oiseau humanoïde

## Résumé
Le vaisseau part en mission de secours sur Talos IV. En fait, il s'agit d'un piège des Talosiens pour capturer un humain mâle qui pourra compléter leur collection d'espèces de l'univers. Ils ont déjà en leur possession une jeune femme, rescapée d'un accident quelques années plus tôt.
Les Talosiens possèdent des dons qui leur permettent de projeter les images qu'ils souhaitent.
Le capitaine Pike est fait prisonnier mais il réussit à s'échapper avec la jeune femme captive. Celle-ci décide de rester sur Talos IV car grâce aux pouvoirs des maîtres de la planète, personne ne voit qu'elle est défigurée.

## Autour du film
- Le pilote montre de nombreux éléments de la série qui seront déjà installé : l'Enterprise est le vaisseau principal mais n'est pas commandé par le capitaine Kirk. Monsieur Spock est déjà présent mais n'est pas le premier officier du vaisseau. Ce rôle est occupé par une femme seulement connue sous le nom de « Numéro Un ».
- Le caractère de Spock est très différent du reste de la série, jouant un personnage bien plus enjoué et moins placide. Celui-ci est le premier de toute la série à parler[2].
- Les armes utilisées sont assez différentes de celles utilisées par la suite dans la série, les lasers seront remplacés par des phasers et leur format ne sera pas le même.
- Selon l'épisode La Ménagerie, les événements de cet épisode se déroulent treize ans avant ceux de la série originelle de Star Trek.
- Dans un épisode de la série dérivée Star Trek : La Nouvelle Génération, on apprend qu'en l'an 2328, l'ordre de ne plus aller sur Talos IV a été levé.

## Production

### Écriture

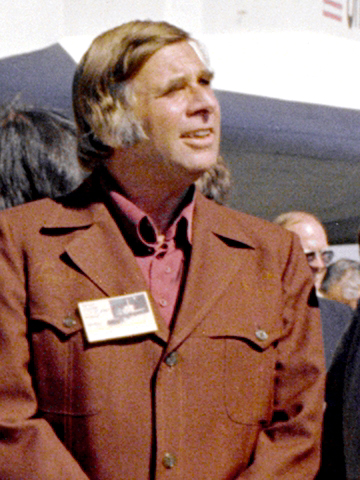
Gene Roddenberry, le créateur de Star Trek.

L'épisode fut écrit par le producteur Gene Roddenberry, le créateur initial du projet Star Trek. L'idée de base du scénario trouve son origine dans les propositions de départ prévues par Gene Roddenberry pour servir de canevas à un épisode de Star Trek : "Le désespoir du héros de la série, enfermé dans une exposition comme un animal, auquel on offre une compagne."
En mai 1964, alors qu'il présente le projet Star Trek avec Herbert F. Solow à Jerry Stanley, le vice-président des programmes de NBC, celui-ci n'est pas convaincu par le projet ni par l'histoire du pilote. Au dernier moment Roddenberry leur explique que cet épisode pilote sera construit de façon à pouvoir se voir de manière indépendante au point qu'il puisse être vendu comme un téléfilm si une série n'était pas commandée par la suite. Les idées de scénarios pour le pilote de la série firent l'objet de plusieurs réunions, parmi les idées non retenues figuraient plusieurs histoires se déroulant à l'intérieur de l'Enterprise, une histoire d'une planète où les habitants du passé et du futur sont mélangés et l'une se déroulant sur une planète peuplée de créatures très éloignées des humains. Les scénarios de trois pilotes furent mis en chantier après un accord fin mai 1964 : "The Woman" qui deviendra le futur épisode Trois Femmes dans un vaisseau, The Perfect World qui deviendra Le Retour des Archons et le pilote de cet épisode qui fut adopté par NBC le 29 juin 1964.
Dans cette première version abrégée du script qui faisait 26 pages, le nom du capitaine était Robert April, les Talosiens devaient être d'immenses créatures semblables à des crustacés et leur planète s'appelait "Sirius IV". L'aspect initial des Talosiens ainsi qu'un bon nombre des illusions qu'ils souhaitaient créer ne furent pas réalisés car jugés trop coûteux à produire. Roddenberry s'appuie aussi sur les conseils de Harvey P. Lynn, un physicien de RAND corporation pour savoir ce qui était plausible et ce qui ne l'était pas. Celui-ci aura une influence sur l'emplacement de Talos IV, son nom, sa gravité, la présence d'un géologue, l'utilisation de lasers et l'émission du signal de détresse par ondes.
Le premier script complet est soumis à la NBC le 8 septembre 1964. Dans la première scène, le Capitaine April devait inspecter de nouveaux membres d'équipage et en trouver un bien trop jeune. L'un d'eux devait se faire renvoyer pour avoir tiré sur un extra-terrestre pacifique qu'il croyait belliqueux à cause de son apparence. Dans un scénario à nouveau modifié, le 20 novembre 1964, le nom du capitaine est James Winter avant de prendre son nom final de Christopher Pike quelques jours avant le tournage.

### Casting
Le personnage de Numéro Un est joué par Majel Barrett qui reviendra dans les autres épisodes de la série dans le rôle de l'infirmière Christine Chapel. Future femme, à l'époque, du producteur Gene Roddenberry, sa voix est aussi celle de l'ordinateur du vaisseau. Elle et Leonard Nimoy avaient déjà travaillé sur la précédente série de Roddenberry, The Lieutenant et celui-ci souhaitait initialement les avoir comme acteurs sur la nouvelle série.
Un casting eut lieu pour trouver les différents acteurs : Lloyd Bridges fut un temps envisagé pour le rôle du Capitaine Pike, Martin Landau pour celui de Spock, Yvonne Craig pour celui de Vina et DeForest Kelley pour les rôles du Dr Boyce ou celui de Spock. Jeffrey Hunter fut finalement choisi malgré l'avis du réalisateur Robert Butler qui le trouvait "assez peu héroïque."
L'acteur Leonard Mudie qui joue l'un des survivants était un vétéran du cinéma et avait 85 ans quand cette séquence fut filmée. Décédé l'année suivante, il est le plus vieil acteur à être apparu dans la série.

### Tournage
Le pilote fut tourné du vendredi 27 novembre au 14 décembre 1964 dans les Culver Studios de Desilu Productions à Culver City sous la direction de Robert Butler. Celui-ci avait déjà tourné de nombreux épisodes de séries dans les années 1960, notamment des épisodes de The Lieutenant,. Le budget de l'épisode s'éleva à 500 000 $ ce qui était un budget assez important pour la compagnie Desilu ; Gene Roddenberry avait tendance à être très protecteur sur la façon dont on devait tourner son script. Butler n'aimait pas ce qu'il filmait, souhaitant les décors plus sales et moins ordonnés et voulait changer le titre de la série en « Star Track » car il trouvait l'intitulé de la série trop prétentieux et ennuyeux.
À l'époque, Gene Roddenberry s'inspirait beaucoup de ce que faisait la série Au-delà du réel, il engagea plusieurs techniciens issus de la production de la série comme Robert Justman, Wah Chang ou Janos Prohaska. Ainsi plusieurs accessoires avaient été créés à l'origine pour cette série, l'une des créatures que l'on voit dans les cages est issue de l'épisode Le Double, les têtes géantes utilisées pour faire les talosiens viennent de l'épisode Rires et jeux, les oreilles de Spock viennent de l'épisode le sixième doigt et un effet de tempête "ionique" vue dans l'épisode Le Mutant fut réutilisé afin de simuler l'effet de téléporteur.
Tous les Talosiens sont joués par des femmes et leur voix télépathique est enregistrée par des hommes afin de donner l'impression que ceux-ci ont évolué vers une société basée sur le mental au détriment du physique. La voix du Gardien, interprétée à l'origine par l'acteur Malachi Throne fut augmentée de sorte à devenir plus aiguë lors de création de La Ménagerie, l'acteur y jouant un autre personnage. Le Talosien que l'on voit au fin fond du couloir, quand Pike regarde les autres cages, est en réalité un nain dans un décor réduit afin de donner une perceptive forcée au plateau et concevoir ainsi un hall plus grand qu’il ne l’était vraiment.
Lors de la pré-production, ce fut Majel Barrett qui servit de modèle pour tester le maquillage vert que Susan Oliver devait s'appliquer sur la peau. Lors du tournage de ces scènes de test, le maquillage ne rendait rien et l'actrice semblait toujours normale. Ils découvrirent qu'il s'agissait d'une erreur des procédés chimiques des pellicules de l'époque qui n'étaient pas faits pour ce type de pigmentation,. De plus, le canon laser construit pour l'épisode s'avéra impossible à utiliser et fut trafiqué en utilisant une Dolly.
Seule une toute petite partie des couloirs avait été construite. La salle de briefing, la salle du téléporteur et la passerelle seront réutilisées pour d'autres épisodes de la série.
La première scène tournée fut celle du Dr Philip Boyce et du capitaine Christopher Pike partageant un Martini. Les dernières scènes furent celles à l'intérieur de la forteresse de Rigel. L'épisode fut le plus cher de toute la série, le budget final s'élevant à 630 000 $.

### Post-production
Les deux premières maquettes de l'Enterprise furent construites à cette époque et filmées sur un décor. Ces plans furent réutilisés afin de montrer le vaisseau en action dans les premiers épisodes de la saison. Le travail de post-production se termina le 18 janvier 1965.

## Diffusions

### Refus initial
Après sa diffusion auprès des décideurs de la chaine NBC en février 1965, ils diront ne pas aimer ce pilote jugé "trop intellectuel", "trop lent" et "sans action". S'ils aimaient l'idée d'avoir une femme en tant que second lieutenant, ils estimaient que Majel Barrett n'était pas assez talentueuse pour ce genre de rôle. Ils n'aimaient pas non plus une grande partie du casting, le personnage de Spock était par exemple bien trop extra-terrestre pour l'audience visée. Une autre critique fut le degré d'érotisme jugé trop osé, notamment la scène avec l'extra-terrestre verte.
Toutefois Oscar Katz approuva ce pilote et l'actrice Lucille Ball qui tenait la compagnie Desilu l'avait aimé. L'acteur DeForest Kelley vit aussi cet épisode et encouragea Gene Roddenberry à continuer. Après quelques négociations, comme le renvoi de Majel Barret et le maintien du personnage de Spock, la chaîne commandera un autre pilote qui deviendra Où l'homme dépasse l'homme qui fut accepté par la production pour mettre en place la future série,.
Jeffrey Hunter avait six mois d'exclusivité sur le rôle du Capitaine Pike. Lorsqu'un nouveau pilote fut mis en chantier, il déclina le rôle afin de s'intéresser au cinéma et sur la pression de sa femme. Le 1er juin 1965, il enverra une lettre expliquant qu'il quittait définitivement le projet. Il mourut le 27 mai 1969 soit une semaine après la fin de la série originale.

### La Ménagerie
De nombreuses séquences de ce pilote seront ensuite réutilisées dans le double épisode La Ménagerie, 11e et 12e épisodes de Star Trek. Les images du pilote sont présentées comme des archives d'une mission ayant eu lieu 13 ans auparavant. Pike est présenté comme un amiral de Starfleet ayant été défiguré et paralysé après un accident. Spock décide de l'enlever en prenant de force l'Entreprise. Pour expliquer ces actes, il montre les images passées de Pike et son équipage sur Talos IV.
La décision de créer cet épisode fut prise en août 1966 lorsque la production de Star Trek n'avançait pas assez vite, les effets spéciaux des épisodes prenant beaucoup de temps en post-production. Il fut ainsi décidé d'utiliser du matériel déjà produit et de l'insérer dans un double-épisode.

### Diffusion aux États-Unis
L'épisode fut longtemps considéré comme perdu, le montage de "La Ménagerie" détruisant ce qu'on pensait être la seule version couleur en 35 mm de The Cage. Toutefois, une copie noir et blanc format 16 mm avait été gardée par Gene Roddenberry. L'épisode fut finalement diffusé en VHS en octobre 1986 avec une introduction spéciale de Gene Roddenberry. En 1987 des négatifs couleur 35 mm découpés de l'épisode furent retrouvés dans un laboratoire de développement de Los Angeles et renvoyés à Paramount Pictures.
L'épisode fut finalement diffusé à la télévision le 4 octobre 1988 dans une version mixte NB/couleur dans The Star Trek Saga: From One Generation to the Next une émission rétrospective présentée par Patrick Stewart. Celle-ci contenait des interviews de Gene Roddenberry, Maurice Hurley, Rick Berman, Mel Harris, et des acteurs de Star Trek et de la série dérivée Star Trek : La Nouvelle Génération. Les passages en couleur furent réintégrés même si le son de certains passages est issu de la bobine 16mm, ce qui les rend de bien moindre qualité. L'émission fut rediffusée sur UPN en 1996 pour faire la promotion du film Star Trek : Premier Contact.
Cet épisode est compté selon les éditions comme étant l'épisode 0, l'épisode 1 ou l'épisode 99.

### Réception critique
Dans un classement pour le site Hollywood.com Christian Blauvelt place cet épisode à la 59e position sur les 79 épisodes de la série originelle estimant que si l'épisode est une projection intéressante dans le futur, il reste un point inerte pour le début d'une série.

### Diffusion en France
L'épisode complet en couleur fut diffusé officiellement sur un réseau français le 19 septembre 2016 par la chaîne de vidéos à la demande Netflix, dans le cadre de l'anniversaire des cinquante ans de la série.

## Postérité

### «Suite»
En 2019, l'épisode 8 de la saison 2 de Star Trek: Discovery reprend des images de La Cage et en est en quelque sorte la suite. 
- Anson Mount (VF : Laurent Mantel) est le capitaine Christopher Pike, commandant de l'USS Enterprise
- Rebecca Romijn est Numéro Un, second du capitaine Pike
- Ethan Peck est le lieutenant Spock, officier scientifique du navire
- Melissa George est Vina
- Rob Brownstien est Le gardien

La série Star Trek: Discovery donnera lieu à une série dérivée: Star Trek: Strange New Worlds en 2022 reprenant l'histoire de l'USS Enterprise six ans avant que James Tiberius Kirk prenne son commandement.

### Adaptations à l'écrit
Plusieurs livres et comic-books dérivés de la série ont donné suite à cette histoire, parfois de manière non chronologique.
- Star Trek: Starfleet Academy (Marvel Comics Volume 2)
- Early Voyages (Marvel Comics Volume 2)
- Star Trek Annual (DC Comics volume 1)
- TOS - Legacy (Pocket Books)
- Captain's Log: Pike (IDW Publishing)
- The Vulcans (IDW Publishing) préquelle à l'épisode.